# Westland Lysander
Уэстленд «Лайсандер» (англ. Westland Lysander) — британский лёгкий самолёт взаимодействия с сухопутными войсками производства Уэстленд эйркрафт, периода Второй мировой войны.
Разработан в КБ фирмы Westland Aircraft под руководством В. Петтера. Опытный самолёт совершил первый полёт 15 июля 1936 года.
Серийное производство начато с апреля 1938 года на заводах Уэстленд в Еовиле и «Нейшнл стил кар Корпорейшен» в Мелтоне, Канада.
Всего по январь 1942 года выпущено 1674 самолёта.
Представлял собой одномоторный моноплан с верхним расположением крыла и неубирающимся шасси в обтекателях.

## Тактико-технические характеристики

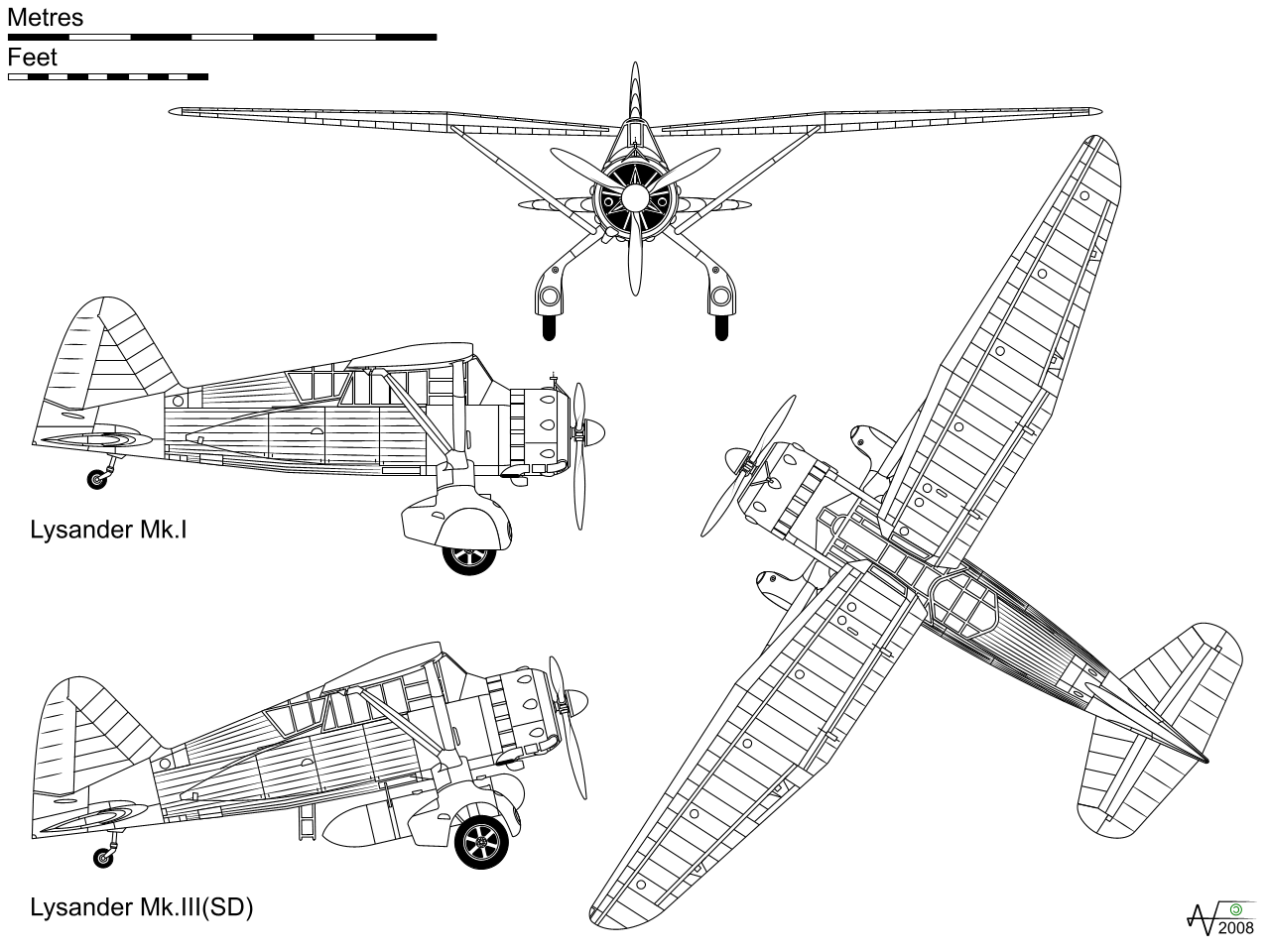
Westland Lysander Mk. III

Lysander Mk.III
Источник данных: 

Технические характеристики
- Экипаж: 1 пилот + 1 стрелок-наблюдатель
- Пассажировместимость: 1 вместо наблюдателя
- Длина: 9,3 м
- Размах крыла: 15,24 м
- Высота: 4,42 м
- Площадь крыла: 14,15 м²
- Масса пустого: 1980 кг (4370 фунтов)
- Максимальная взлётная масса: 2866 кг (6325 фунтов)
- Силовая установка: 1 × Bristol Mercury XX
- Мощность двигателей: 1 × 870 л.с. (1 × 640 кВт)

Лётные характеристики
- Максимальная скорость: 341 км/ч
- Крейсерская скорость: 306 км/ч
- Практическая дальность: 966 км
- Практический потолок: 6555 м
- Длина разбега: 279 м (до высоты 15 м)

Вооружение
- Стрелково-пушечное: 1-2 пулемёта Vickers .303 в оборонительной установке, до 2 пулемётов Vickers на обтекателях шасси для стрельбы вперед.
- Бомбы: до 227 кг (1 × 227 кг, 4 × 51 кг или 12 × 9,3 кг) под фюзеляжем и на пилонах

## Эксплуатанты
Великобритания
- Royal Air Force: эскадрильи 2, 4, 6, 13, 16, 20, 24, 26, 28, 81, 116, 135, 138, 148, 161, 173, 208, 225, 231, 237, 239, 241, 267, 268, 275-278, 280, 285-289, 309, 357 (спец.), 510, 516, 598, 613 (вспом.), 614 (вспом.) 679, 695, также 6-й и 7-й отряды ПВО и ВВС Флота

 Австралия
- ВВС Австралии: 3-я и 451-я эскадрильи

 Канада
- ВВС Канады: эскадрильи 2, 110-112, 118, 121-123, 400, 414.

 Южно-Африканский Союз
- ВВС ЮАС:

 Британская Индия
- Королевские военно-воздушные силы Индии

 Бирма
- Burma Volunteer Air Force

 Египет
- Королевские ВВС Египта:

 Ирландия
- Воздушный корпус Ирландии: 6 получены в 1939 году.

 Финляндия
- ВВС Финляндии: эскадрильи 12, 14, 16.

 Франция
- ВВС «Свободной Франции»

 Польша
- ВВС Польши: 309-я эскадрилья ("Land of Czerwień")

 Португалия
- ВВС Португалии

 Турция
- ВВС Турции: в 1939 году получены 36 Mark II.

 США
- ВВС Армии США